# Ben Jelen
Benjamin Ivan Jelen, conhecido simplesmente por Ben Jelen (Edimburgo, 8 de julho de 1979), é um ator, cantor e compositor escocês naturalizado americano. 

## Início da vida
Jelen cursou o ensino médio em San Antonio no Texas brevemente. Ele completou o ensino médio em Princeton High School  em Princeton Nova Jersey, e se formou em Rutgers University com uma licenciatura em biologia. Depois disso, ele se mudou para Nova York para trabalhar como produtor e engenheiro de som em um estúdio de gravação local.

## Vida pessoal
Jelen conheceu modelo Palmer Fern em uma boate de Nova York em 6 de janeiro de 2004. Os dois se casaram em 28 de junho de 2009 em um casamento do jardim privado na cidade natal de Palmer em Cleveland, Georgia.
Televisão e cinema
Jelen música tem sido destaque em programas de One Tree Hill, Smallville and Las Vegas e foi usado para promover a nomeação do Oscar no filme Finding Neverland  estrelado por Johnny Depp e Kate Winslet. Sua canção Where Do We Go' apareceu no filme Fired Up.
Jelen é um graduado de Princeton High School e também estrelou no show Princeton de televisão House MD como um médico no episódio "Kids" da 1ª temporada.

## Ligações Externas
- Ben Jelen official site
- Ben Jelen no Myspace
- Ben Jelen Foundation
- Ben Jelen interview on FR*A